# Trichius

Trichius är ett släkte av skalbaggar som beskrevs av Johan Christian Fabricius 1787. Trichius ingår i familjen Bladhorningar, Scarabaeidae.

## Dottertaxa tillTrichius, i alfabetisk ordning[1][2]
- Trichius abdominalis Ménétriés, 1832
- Trichius amoenus Heer, 1847†
- Trichius fasciatus (Linnaeus, 1758), Bandad humlebagge
- Trichius gallicus Dejean, 1821, Fläckig humlebagge
  - Trichius gallicus gallicus Dejean, 1821
  - Trichius gallicus zonatus Germar, 1831
- Trichius japonicus Janson, 1885
- Trichius orientalis Reitter, 1894
- Trichius rotundatus Heer, 1862†
- Trichius sexualis Bedel, 1906
- Trichius unifasciatus Heer, 1862†

## Bildgalleri

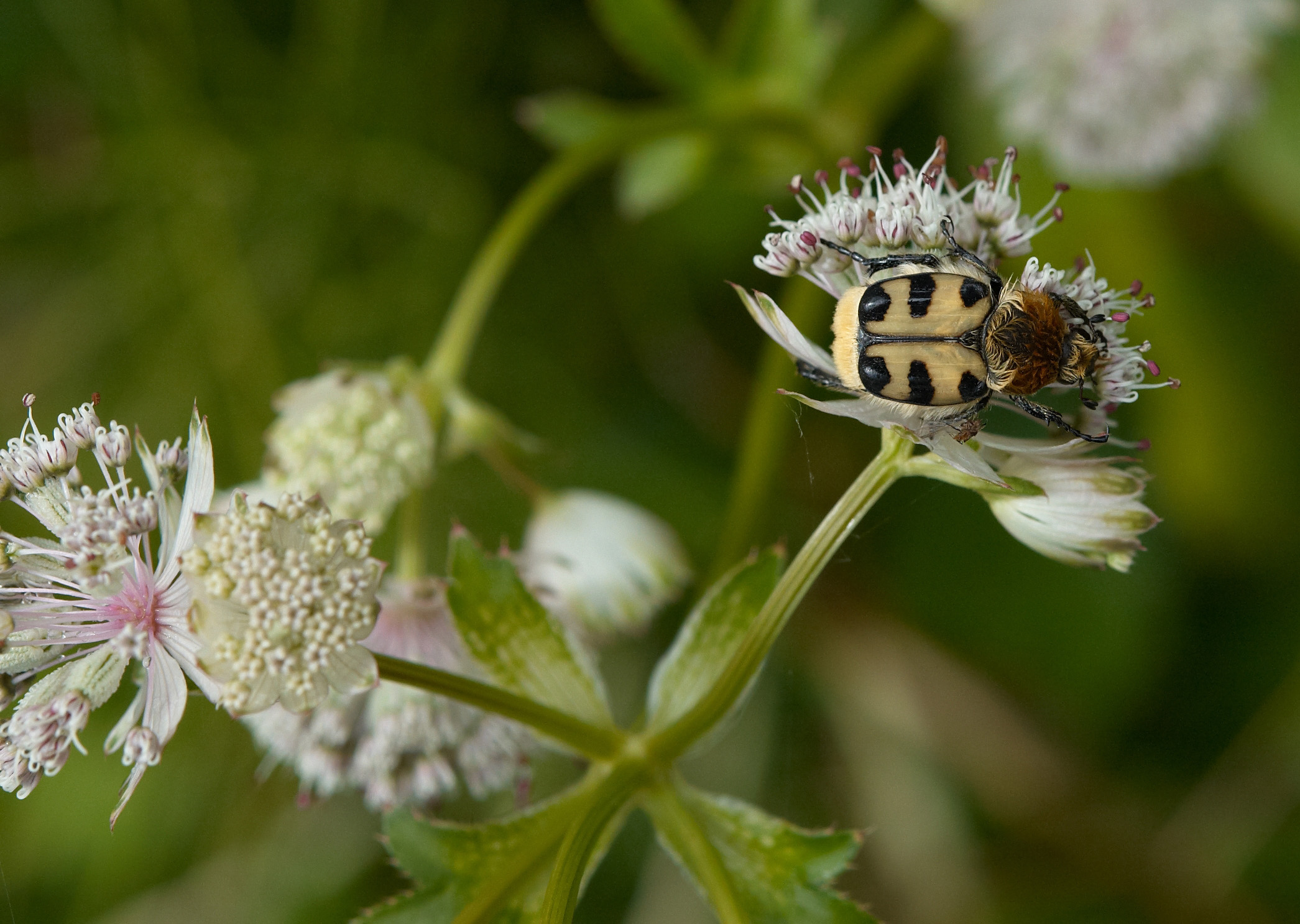
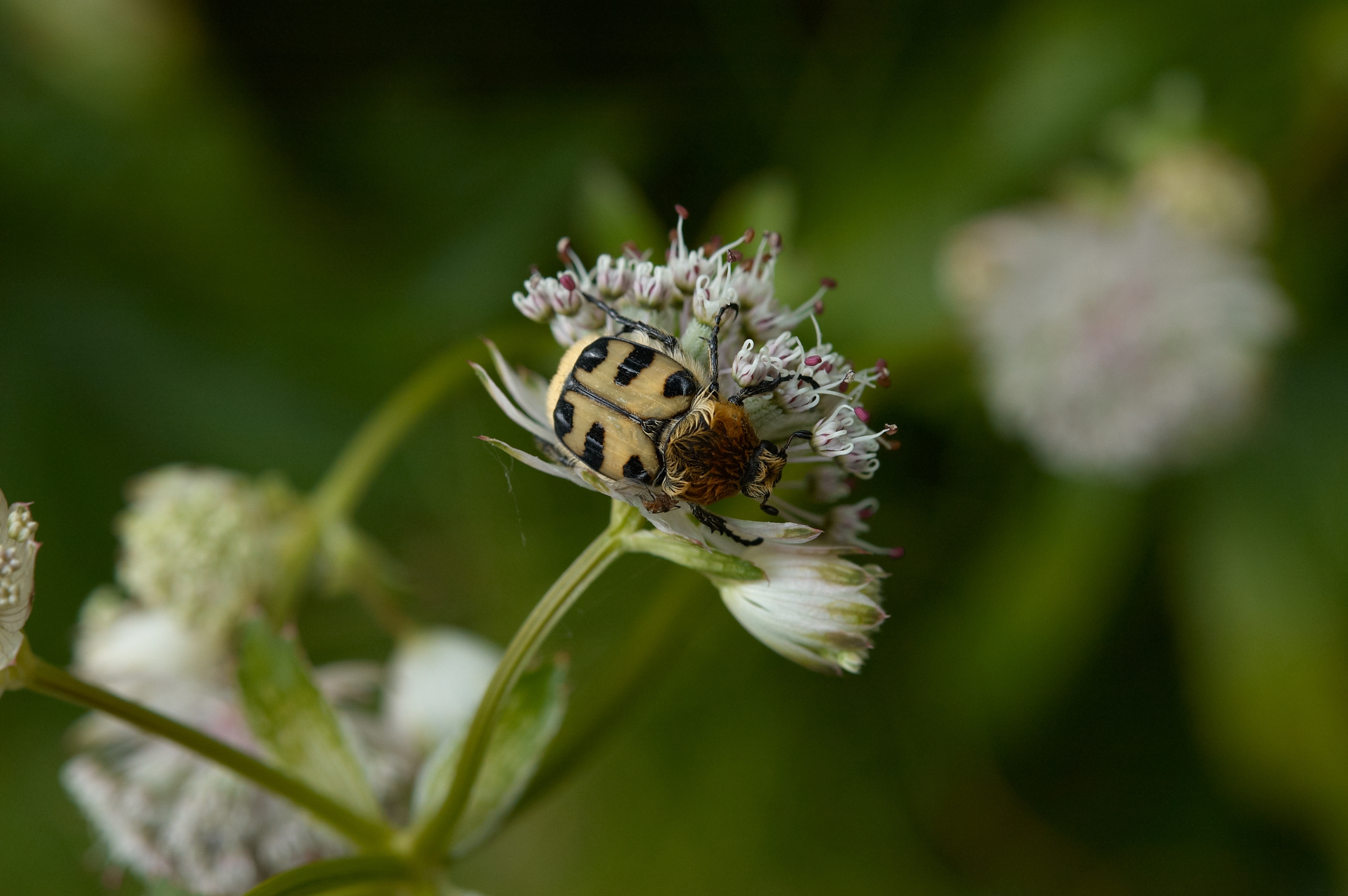
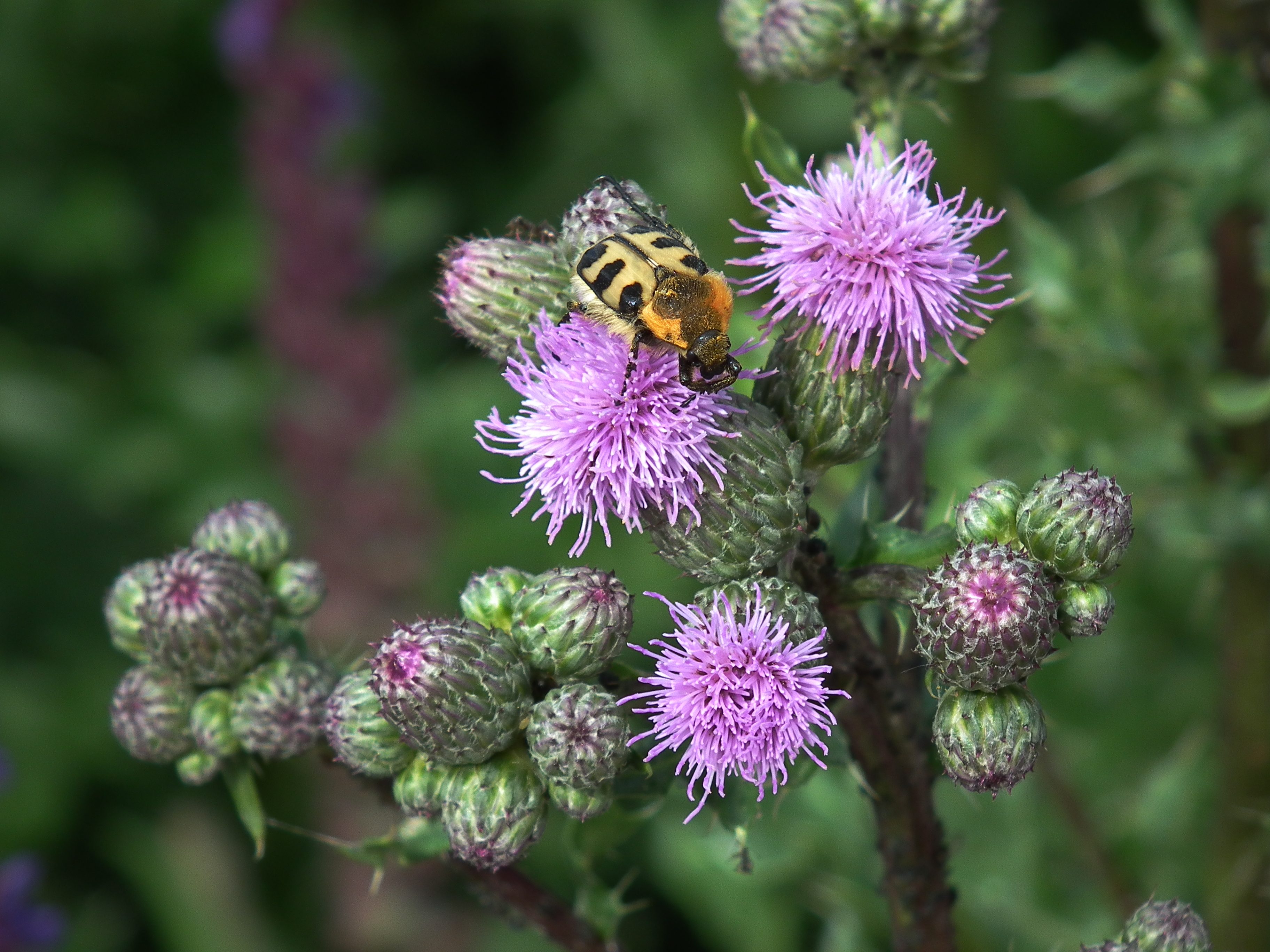
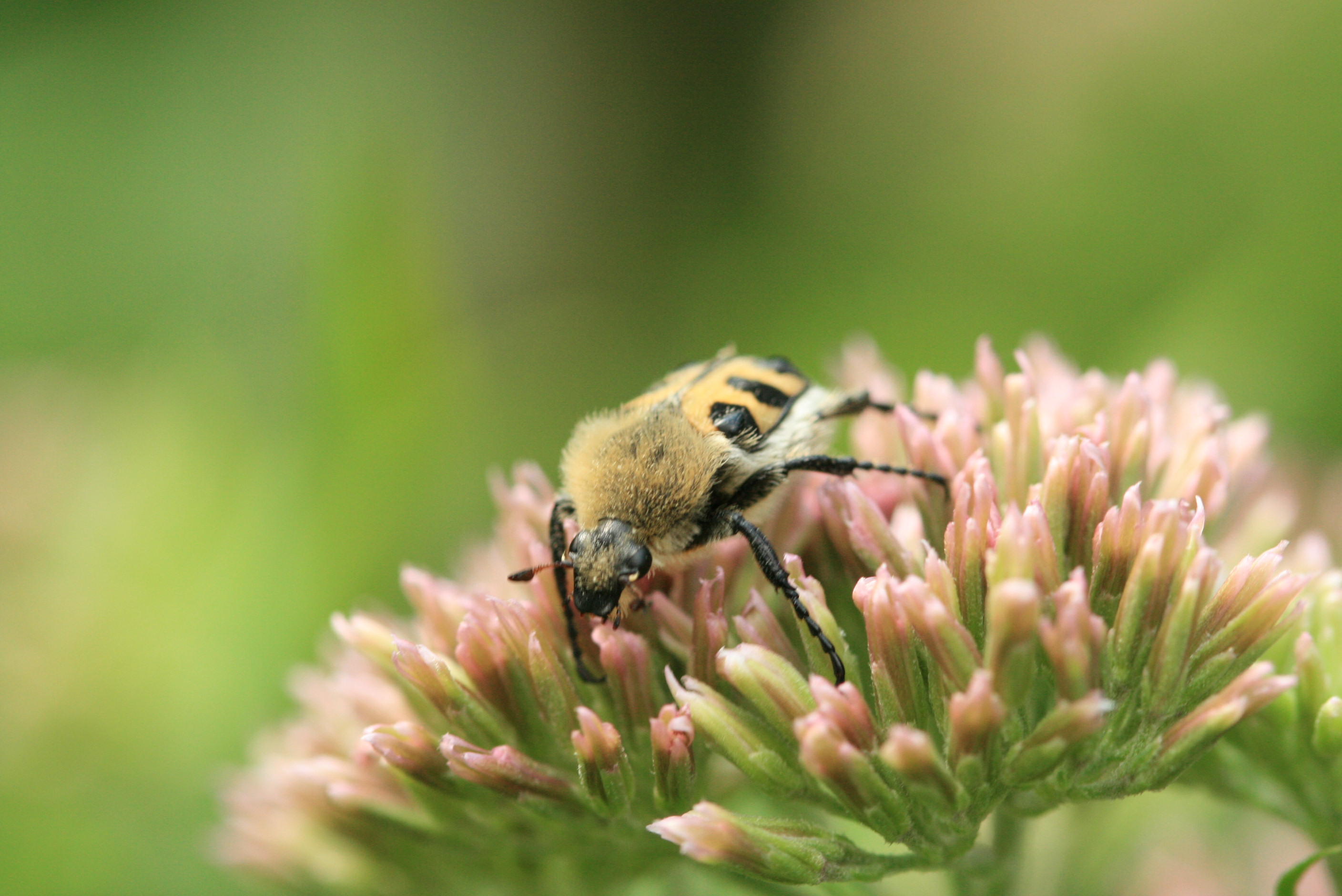
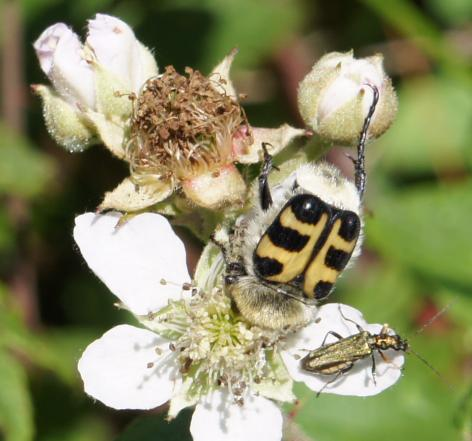
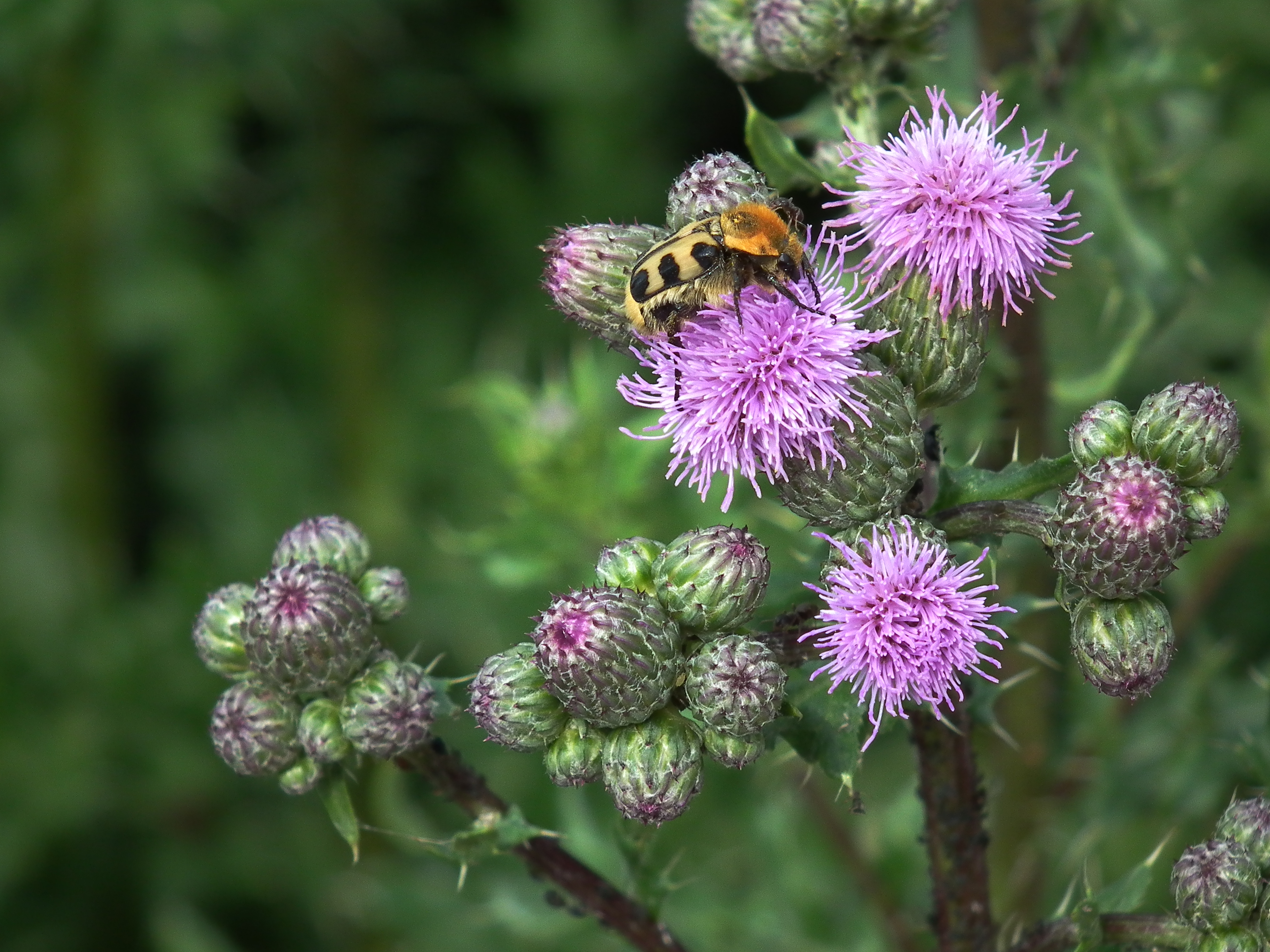